# Harborough
Harborough è un distretto del Leicestershire, Inghilterra, Regno Unito, con sede a Market Harborough.
Il distretto fu creato con il Local Government Act 1972, il 1º aprile 1974 dalla fusione del distretto urbano di Market Harborough con il distretto rurale di Market Harborough, il distretto rurale di Billesdon e il distretto rurale di Lutterworth.

## Parrocchie civili
Le parrocchie del distretto, che non coprono l'area del capoluogo, sono:
- Allexton
- Arnesby
- Ashby Magna
- Ashby Parva
- Billesdon
- Bittesby
- Bitteswell
- Blaston
- Bringhurst
- Broughton Astley
- Bruntingthorpe
- Burton Overy
- Carlton Curlieu
- Catthorpe
- Claybrooke Magna
- Claybrooke Parva
- Cold Newton
- Cotesbach
- Cranoe
- Drayton
- Dunton Bassett
- East Langton
- East Norton
- Fleckney
- Foxton
- Frisby
- Frolesworth
- Gaulby
- Gilmorton
- Glooston
- Goadby
- Great Bowden
- Great Easton
- Great Glen
- Gumley
- Hallaton
- Horinghold
- Houghton on the Hill
- Hungarton
- Husbands Bosworth
- Ilston on the Hill
- Keyham
- Kibworth Beauchamp
- Kibworth Harcourt
- Kimcote and Walton
- King's Norton
- Knaptoft
- Laughton
- Launde
- Leire
- Little Stretton
- Loddington
- Lowesby
- Lubenham
- Lutterworth
- Marefield
- Medbourne
- Misterton with Walcote
- Mowsley
- Nevill Holt
- North Kilworth
- Owston and Newbold
- Peatling Magna
- Peatling Parva
- Rolleston
- Saddington
- Scraptoft
- Shangton
- Shawell
- Shearsby
- Skeffington
- Slawston
- Smeeton Westerby
- South Kilworth
- Stockerston
- Stonton Wyville
- Stoughton
- Swinford
- Theddingworth
- Thorpe Langton
- Thurnby and Bushby
- Tilton
- Tugby and Keythorpe
- Tur Langton
- Ullesthorpe
- Welham
- West Langton
- Westrill and Starmore
- Willoughby Waterleys
- Wistow Cum Newton Harcourt
- Withcote